# 石原彩香
石原 彩香（いしはら あやか、朝: 이시하라 아야카, 1990年2月25日 - ）は、日本のモデル、トップライバー。世界動画配信アプリ『17Live』で世界総合ランキング1位獲得。大阪府大阪市出身。HYBRID BANK所属。

## 概要
関西を中心にモデル活動をスタートさせ、ネットショップやファッションショー、ブライダルモデルなどで活動している。
日本人と韓国人のハーフである。（17liveのプロフに過去に記載あり）
世界動画配信アプリ『17Live』で世界総合ランキング1位獲得。17Liveが日本に上陸した当初から配信を続けており、2020年9月時点でフォロワー数が約41.2万人を超える、17Liveの代表的ライバーといえる存在。
「美しすぎるライバー」として、容貌と人柄が特徴的なことから幅広いメディアで露出を増やし、幅広い世代から支持を集めている。ニューヨーク、中国ほか海外のイベントにゲストで呼ばれたり、海外メディアから取材されることが多い。

## 趣味
ダイビングやスノボが好き。
ジムのパーソナルトレーニングで体型を維持。プライベートでもアクティブに活動する様子は自身のInstagramでも度々紹介される。

## 私生活
現在、12歳（長女）と8歳（長男）がいるシングルマザー。
東京中央美容外科にてTCB式ヒアルロン酸豊胸術を受けている。

## 受賞歴
- 世界公式動画配信アプリ『イチナナライブ』
  - 世界総合ランキング 1位
  - 日本全国総合ランキング 1位
  - 17GlobalXmasParty2019inNew York 世界1位
  - 超ライブ配信祭2019 総合グランプリ 1位
  - 超ライブ配信祭2019 最優秀女性賞 1位
  - 超ライブ配信祭2019 ベスト女性モデル賞 1位
  - 戦国リアルイベント2019 総合1位
  - 超ライブ配信祭2018 ベスト女性モデル賞 1位
  - 超ライブ配信祭2018　ベストビューティー賞 1位
  - 17PHOTO BOOK PROJECT vol.1 1位　
  - 17PHOTO BOOK PROJECT vol.2 1位
  - 17PHOTO BOOK PROJECT Final 1位

## モデル

### 雑誌
- JELLY
- Gina
- non-no
- LUNA - 表紙
- 写真集『17Livers』 - 表紙モデル
- GirlsTREND 20

### 書籍
- GirlsTREND 20
- 17Livers

### ネットショップ
- しまむら
- エメフィール
- Tika
- dazzystore
- GROWING RICH
- MIDORIYA
- OCSTYLE
- and Me
- ロイヤルチーパー
- フェルトマリエッタ
- attagirl
- JUNO

### 広告
- 渋谷駅
- 新宿駅
- 東京ドームビジョン 渋谷ビジョン
- 東京アドトラック 看板
- 17Liveアプリストア 広告モデル
- BIZE
- SHARK

## 出演

### テレビ
- ビビット（TBSテレビ） 特集＆密着取材[10]
- ニンゲン観察バラエティ モニタリング（TBSテレビ）[11][出典無効]

### 新聞
- 学生新聞[12]

### 動画
- 17Live公式 PV　
  - イチナナを始める前の自分へ[13]
  - ライバー○○ [14]
  - 台湾テレビ番組「非凡電視」「非凡新聞」[15]

### ミュージックビデオ
- G.U.M『アイノハナ』[16]

### イベント
- AEONサマーコレクション
- 17ミュージックフェスティバル